# Le Nouvel Amour de Coccinelle
Série La Coccinelle
Un amour de Coccinelle
(1968) La Coccinelle à Monte-Carlo
(1977)
Pour plus de détails, voir Fiche technique et Distribution.
Le Nouvel Amour de Coccinelle (Herbie Rides Again) est un film réalisé par Robert Stevenson, sorti en 1974.
Ce film appartient à la série La Coccinelle.

## Synopsis
Alonzo Hawk, puissant agent immobilier à San Francisco, veut construire le plus grand immeuble du monde. Mais voilà, une ancienne petite caserne de pompier appartenant à Mme Steinmetz, veuve d'un capitaine de pompier, refusant de s'en aller, lui barre le chemin. Elle a avec elle Choupette la coccinelle et un tramway qui veillent sur elle, ainsi qu'une jeune amie du nom de Nicole Harris, hôtesse de l'air, qui vient de temps en temps mettre à la porte les avocats de M. Hawk.
Un jour après avoir ouvert son cabinet d'avocats, Willoughby Whitfield, neveu d'Alonzo Hawk, va sous l'emprise de son oncle tenter de convaincre Mme Steinmetz. Mais au lieu de le mettre à la porte, elle l'accueille, ce qui l'amène à rencontrer Nicole qui le frappe et le fait déguerpir.
Après un retour à la caserne, Willoughby va se promener avec Nicole, à bord de la coccinelle. Willoughby refuse de croire que Choupette conduit toute seule. Après un bon repas avec Willoughby, Nicole apprenant que c'est le neveu d'Alonzo Hawk lui ouvre les yeux sur son oncle et le frappe avec un homard.
Avant de prendre l'avion vers le Missouri, où vit Willoughby, un événement le fera changer d'avis, ce qui le fera rester aux côtés des occupants de la caserne, face à son oncle, dont la principale occupation d'Alonzo Hawk est dorénavant d'éloigner ou capturer Choupette, afin de parvenir à ses fins.
La caserne sera-t-elle enfin libre d'Alonzo Hawk ? Choupette arrivera-t-elle à sauver la caserne ?

## Fiche technique
Sauf mention contraire, les informations proviennent des sources suivantes : Leonard Maltin, Dave Smith, Mark Arnold, IMDb
- Titre original : Herbie Rides Again
- Titre français et québécois : Le Nouvel Amour de Coccinelle
- Réalisation : Robert Stevenson
- Scénario : Bill Walsh, d'après une histoire de Gordon Buford
- Musique : George Bruns
- Direction artistique : John B. Mansbridge et Walter H. Tyler
- Décors : Hal Gausman et Emile Kuri
- Costumes : Renié
- Photographie : Frank V. Phillips
- Son : Herb Taylor, Dean Thomas, Ben Hendricks et Bill Wylie
- Montage : Cotton Warburton
- Production : Bill Walsh
- Société de production : Walt Disney Productions
- Sociétés de distribution : Buena Vista Distribution Company (États-Unis) ; Walt Disney Productions (France)
- Budget : n/a[5]
- Pays de production :  États-Unis
- Langue originale : anglais
- Format : couleur (Technicolor) — 35 mm — 2,35:1 / 1,75:1 — son Mono
- Genres : comédie, fantastique, romance
- Durée : 88 minutes
- Dates de sortie :
  - États-Unis : 6 juin 1974 (sortie nationale) ; 19 juin 1981 (ressortie)
  - France : 29 janvier 1975
- Classification :
  - États-Unis : tous publics (G - General Audiences)
  - France : tous publics (conseillé à partir de 8 ans)[6],[7]

## Distribution
- Helen Hayes (VF : Marie Francey) : Mrs. Grandma Steinmetz
- Ken Berry (VF : Bernard Murat) : Willoughby Whitfield
- Stefanie Powers (VF : Annie Sinigalia) : Nicole Harris
- Keenan Wynn (VF : Jean-Henri Chambois) : Alonzo Hawk
- Ivor Barry (VF : François Valorbe) : Firmin, le chauffeur d'Alonzo Hawk (Maxwell en V.O.)
- John McIntire (VF : Jean Martinelli) : Mr. Johnson, le rancher (Mr. Judson en V.O.)
- Richard X. Slattery (VF : Raymond Loyer) : le préfet de police
- Raymond Bailey : un avocat de la première équipe
- Dan Tobin (VF : Jacques Torrens) : un avocat de la première équipe
- Elaine Devry : Millicent, la secrétaire d'Alonzo Hawk
- Chuck McCann (VF : Pierre Garin) : Fred Lootsgarten, le démolisseur
- Don Pedro Colley (VF : Bachir Touré) : Barnsdorf, le chef de chantier
- Liam Dunn (VF : Philippe Dumat) : le médecin d'Alonzo Hawk
- Vito Scotti (VF : René Bériard) : le chauffeur de taxi italien
- Burt Mustin (VF : Paul Ville) : le vieil homme riche à lunettes
- John Stephenson (VF : Jean Berger) : un avocat de la deuxième équipe
- Irwin Charone (VF : Roger Lumont) : un avocat de la deuxième équipe
- Iggie Wolfington (VF : Albert Augier) : un avocat de la deuxième équipe
- Larry J. Blake (VF : Robert Bazil) : le policier qui doit pousser Choupette
- Herb Vigran : le laveur de vitres du building
- Edward Ashley-Cooper : l’annonceur du tournoi
- Huntz Hall (VF : Jacques Balutin) : le juge du tournoi avec la cape rouge
- Beverly Carter (VF : Claude Chantal) : la princesse du tournoi
- Alan Carney : le juge du tournoi avec le cigare
- Rod McCary : Chevalier Rouge (Red Knight en V.O.)
- Hank Jones : Sir Lancelot
- Paul Micale (VF : Francis Lax) : le serveur au Fisherman's Wharf
- Norman Grabowski (VF : Guy Piérauld) : un agent de la sécurité de l’entrepôt
- David Mooney (VF : Francis Lax) : le surfeur
- Arthur Space : le surveillant de la plage
- Fritz Feld : le Maître d’hôtel du Sheraton Hotel
- Maurice Marsac : le serveur du Sheraton Hotel
- Hal Baylor : le conducteur du camion de démolition

Source VO : Leonard Maltin, Dave Smith, Mark Arnold et IMDb

## Sorties cinéma
Sauf mention contraire, les informations suivantes sont issues de l'Internet Movie Database.
- Royaume-Uni : 12 février 1974 (Londres), 15 février 1974 (Nationale)
- États-Unis : 6 juin 1974, 19 juin 1981
- Argentine : 4 juillet 1974
- Italie : 13 septembre 1974
- Danemark : 11 octobre 1974
- Allemagne de l'Ouest : 11 octobre 1974
- Suède : 14 octobre 1974
- Finlande : 18 octobre 1974
- Australie : 19 décembre 1974
- Irlande : 20 décembre 1974
- France : 29 janvier 1975
- Hong Kong : 19 juin 1975
- Japon : 20 décembre 1975
- Philippines : 05 février 1976 (Davao)
- Uruguay : 16 septembre 1976 (Montevideo)
- Hongrie : 28 juin 1984

## Sorties vidéo
En France, le film Le Nouvel Amour de Coccinelle est sorti en DVD le 26 mai 2004. Le film est également sorti en VOD le 18 juin 2019.
17 août 1987 : sorti en VHS avec format 4/3[réf. souhaitée]

## Origine et production
C'est la première suite film Un amour de Coccinelle. Dean Jones, héros du premier opus a refusé de jouer dans la suite au motif que le scénario du Nouvel amour de Coccinelle n'était pas à la hauteur. Son rôle a été récrit et donné à Ken Berry. Le rôle attribué à Helen Hayes, de la grand-mère Steinmetz devait initialement être donné à Walter Brennan. Mark Arnold évoque la mort de Brennan avant le début du tournage comme raison de son absence mais elle est survenue en septembre 1974, soit 7 mois après la première mondiale du film.
Le producteur Jan Williams précise qu'il a reçu un salaire pour ce film en fournissant des plans de bâtiments détruits utilisés dans le générique. La présence du personnage d'Alonzo Hawk apparente Le nouvel amour de Coccinelle au film Monte là-d'ssus (1961) et sa suite Après lui, le déluge (1963) dans lesquels Keenan Wynn interprète aussi ce personnage. Le tournage se déroule à San Francisco, dans un ancien tramway, au Palace Hotel, San Francisco (en) et son restaurant le Garden Court" et au Pont du Golden Gate. La voiture est un modèle de 1963 avec toit ouvrant de la Volkswagen 1200. Le numéro 53 de la voiture choisi par Bill Walsh est dû à la présence importante de ce numéro à la télévision à l'époque dont Don Drysdale des Dodgers de Los Angeles. Une scène coupée du Nouvel amour de Coccinelle présentait un cauchemar d'Alonzo Hawk dans lequel des docteurs Coccinelle cherchaient à le réparer avec des bras mécaniques et des chalumeaux. La scène a été supprimée, car elle était trop effrayante pour les enfants.

## Sortie et Accueil
La sortie du film a été précédée d'une adaptation en bande dessinée dans le magazine Walt Disney Showcase publié en août 1974. Comme pour le premier opus, une journée spéciale a été organisée au parc Disneyland en Californie, le 30 juin et le 11 juillet 1974. Le film sort d'abord au Royaume-Uni le 15 février 1974 puis aux États-Unis le 6 juin 1974.
Malgré une recette en salles de 38 millions d'USD, le film n'est pas un grand succès mais il a été ressorti au cinéma en 1981. Le film a été diffusé dans l'émission Walt Disney's Wonderful World en 1981 et en 1986. Il est aussi édité en vidéo en 1982 et 1993.
Le doublage français présente une incohérence, par rapport à Un amour de Coccinelle, empêchant une bonne compréhension des connexions entre les deux films, vis-à-vis notamment du changement de propriétaire de la coccinelle et de la caserne. En effet, Mme Steinmetz fait référence à son neveu, « Tennessee », actuellement en voyage au Tibet, qui n'est autre que le compère de Jim Douglas dans le premier film, renommé « Séraphin » en français (« Tennessee Steinmetz » étant son nom en VO).[réf. nécessaire]

## Distinctions
En 1975, le film Le Nouvel Amour de Coccinelle a été nommé une seule fois et n'a remporté aucune récompense,.
- Golden Globes 1975 : Meilleure actrice dans un film musical ou une comédie pour Helen Hayes.

## Analyse
Pour Mark Arnold, Helen Hayes est probablement l'actrice la plus célèbre en tournant avec le studio Disney à l'époque et semble s'amuser à faire des films comme Objectif Lotus (1975) ou La Course au trésor (1978).